# フォースタン＝アルシャンジュ・トゥアデラ
フォースタン＝アルシャンジュ・トゥアデラ（フランス語: Faustin-Archange Touadéra, 1957年4月21日 - ）は、中央アフリカ共和国の政治家、数学者。2016年3月から、同国の大統領を務める。かつては2008年1月から2013年1月まで、首相職にあった。2015年12月から2016年2月にかけて行われた大統領選挙の第2回投票で、元首相のアニセ＝ジョルジュ・ドログエレを破り当選した。

## 経歴
バンギに生まれる。一家はバンギの北のダマラの出身であった。バルテレミー・ボガンダ・カレッジを経て、バンギ大学とアビジャン大学で教育を受けた。1986年にフランスのリール第1大学から数学の博士号を取得し、2004年にはカメルーンのヤウンデ大学からも数学の博士号を得た。1987年にバンギ大学の数学助講師となり、1989年から1992年には同大学理学部の副学部長を務めた。その後、師範大学の理事を経て、1999年にフランス語諸国・インド洋数学標準化計画国家間委員会に加わり、2001年から2003年には委員長を務めた。2004年5月には、バンギ大学の副学長に就任した。2005年から2008年には同大学の学長を務め、その間に起業訓練計画やユークリッド・コンソーシアムの創設など、いくつかの重要な構想を発表した。

### 首相職
2008年1月22日、トゥアデラはフランソワ・ボジゼ大統領から、エリー・ドテの後任の首相に任命された 。トゥアデラを含めて29人の閣僚からなるトゥアデラ政権は、1月28日に認証された。
2008年12月に国民対話が開催されると、ボジゼは2009年1月18日に、国民統一政権の発足準備のため、トゥアデラ政権を解散した。翌日、トゥアデラは首相に再任され、31人の閣僚からなる新政権も認証された。2009年の地方選挙と2010年の大統領および国会議員選挙にそなえて、新政権はかつての反政府勢力のメンバーを多く含む陣容となった。
2013年1月にボジゼ政権と反政府勢力連合セレカのあいだで和平交渉が行われると、ボジゼは1月12日にトゥアデラを更迭した。これは野党勢力から新首相を任命するという、両者が締結した協定の内容にしたがった措置であった。
その後、トゥアデラは2015年10月の大統領選挙に無所属として立候補する意向を表明した。

### 大統領職
トゥアデラは、2015年12月から2016年2月にかけて実施された大統領選挙に立候補した。第1回投票では2位につけたが、第2回投票に向けて敗退した候補者から過半数の支持を取り付けたため、第2回投票では62%を得票して当選した。2016年3月30日に、大統領としての宣誓を行った。その際の演説で、トゥアデラは武装解除を推し進め、中央アフリカ共和国を統一した、平和で、開発に取り組む国にすると誓った。4月2日には、首相にサンプリス・サランジを任命した。サランジはトゥアデラ首相時代の首相府のトップで、先の大統領選挙ではトゥアデラ陣営のマネージャーも務めた。
トゥアデラの大統領就任後、フランスは中央アフリカに対する軍事的介入を終了する意向を改めて表明した。フランスはサンガリス作戦の一環として2500名前後の兵士を駐屯させ、およそ1万名からなる国際連合の平和維持要員を支援していた。フランスが支援を打ち切ったことで、トゥアデラは主要都市の治安を維持するという喫緊の課題に直面している。
2020年12月27日の大統領選で再選。2023年7月30日には大統領の3選禁止規定を撤廃する憲法改正国民投票を実施した。
トゥアデラ個人の特務警護部隊はロシアの民間軍事会社ワグネル・グループだと伝えられている。2023年7月、トゥアデラはサンペテルブルクで開催されたロシア・アフリカサミットに出席し、ロシア大統領ウラジーミル・プーチンに面会した。トゥアデラはロシアが「（中央アフリカ共和国の）民主主義を守り、内戦を抑止してくれた」としてロシアへの支援を表明した。同月、大統領の再選回数の制限を撤廃、大統領任期を5年から7年に延長する国民投票を要求。この国民投票実施のため、2022年10月にはこの国民投票を違憲とした憲法裁判所長官を解任していた。
2024年4月には、フランスのエリゼ宮に2016年の就任以来2度目の表敬訪問を行い、中央アフリカ共和国とフランスの二国間関係の再確立を定めたロードマップに署名した。
2025年10月、トゥアデラは国家発展の「実験」として国の公式ミームコイン「$CAR」の発行を発表した。$CARは一時9億米ドルの時価総額に達し、その後90%を超える大幅な価格下落を辿った。

## 人物
トゥアデラはブリジット・トゥアデラとマルグリット・"ティナ"・トゥアデラの両方と結婚している。伝えられるところによると、両女性は水面下で中央アフリカ共和国のファーストレディの座を争っていた。また、トゥアデラには3人の子供がいる。
バプテストのバトラーとして知られる。